# Florian Rische
Florian „syrsoN“ Rische (* 19. April 1996 in Lutherstadt Eisleben) ist ein deutscher E-Sportler in der Disziplin Counter-Strike: Global Offensive.

## Karriere
Rische startete seine Karriere im Jahr 2012 beim Team gamed!de. Nach mehreren kleinen Zwischenstationen wechselte er 2014 zu Team Alternate. Von 2015 bis 2016 spielte „syrsoN“ für die deutsche Organisation Planetkey Dynamics.
Danach spielte er zwei Jahre wieder bei seinem vorherigen Team, allerdings unter dem neuen Namen Alternate Attax. Im Jahr 2019 wechselte er zum Team Sprout. Rische konnte im Dezember 2017 und im Dezember 2019 die deutsche Meisterschaft in Counter Strike: Global Offensive gewinnen. Anfang 2020 wechselte er zur deutschen Multigaming-Organisation Berlin International Gaming.
Im selben Jahr erreichte er mit Berlin International Gaming den ersten Platz der ESL- und HLTV-Weltrangliste. Berlin International Gaming ist das erste deutsche Team, welches diesen Platz erreichte. 2020 ist bis jetzt das erfolgreichste Jahr des deutschen E-Sportler. So konnte er mit dem Team Berlin International Gaming unter anderem die DreamHack Open Leipzig 2020, DreamHack Masters Spring 2020: Europe, cs_summit 6 Online: Europe und die DreamHack Open Summer 2020: Europe für sich entscheiden. Für seine Einzelleistungen bei der DreamHack Masters Spring 2020: Europe erhielt er erstmals die Auszeichnung als bester Spieler des Turniers von HLTV. Er wurde von der Szeneseite 99damage zum deutschen Spieler des Jahres 2020 gekürt. Auf internationaler Ebene wurde er auf den 3. Platz gewählt. Außerdem wurde er von der internationalen Seite HLTV als zehntbester Spieler 2020 ausgezeichnet, welches ihm als erster deutscher Spieler gelang.
2021 gewann er das Funspark Ulti 2020 und er erreichte das Halbfinale bei der DreamHack Open November 2021 und dem V4 Future Sports Festival - Budapest 2021. Des Weiteren spielte Rische sein erstes Major, das PGL Major Stockholm 2021, welches er auf dem 17.–19. Platz beendete. Er wurde zudem von 99damage als drittbester Spieler des Jahres gewählt.
2022 erreichte er den Sieg im Roobet Cup, einen dritten Platz im Funspark Ulti 2021, in der Pinnacle Cup Championship und einen Halbfinaleinzug bei der Intel Extreme Masters XVII - Dallas. Im PGL Major Antwerp 2022 erreichte er den 12.–14. Rang. Für seine Einzelleistungen im Roobet Cup erhielt er seine zweite MVP-Auszeichnung. Im Februar 2023 wurde Rische bei Berlin International Gaming auf die Bank gesetzt. Im August 2023 kam er zum E-Sport unter 00Nation zurück, mit denen er bereits im selben Monat ihr erstes Turnier, den Pinnacle Cup V, gewinnen konnte. Nachdem sein Vertrag bei 00Nation beendet wurde, wechselte er im Februar 2024 zurück zu Berlin International Gaming. Im zweiten Major des Jahres, dem Perfect World Major: Shanghai 2024, erzielte er den 15.–16. Rang. Im Dezember wurde er bei Berlin International Gaming auf die Bank gesetzt. Im Februar 2025 verließ er die Organisation.

## Erfolge
| Jahr | Platz   | Turnier                                     | Team                        | Persönliches Preisgeld |
| ---- | ------- | ------------------------------------------- | --------------------------- | ---------------------- |
| 2016 | 1.      | eSports World Convention 2016               | Alternate Attax             | 04.000 $               |
| 2019 | 2.      | Charleroi Esports 2019                      | Sprout                      | 04.000 €               |
| 2019 | 2.      | Games Clash Masters 2019                    | Sprout                      | 04.000 $               |
| 2019 | 2.      | DreamHack Open Atlanta 2019                 | Sprout                      | 04.000 $               |
| 2020 | 1.      | DreamHack Open Leipzig 2020                 | Berlin International Gaming | 010.000 $              |
| 2020 | 1.      | DreamHack Masters Spring 2020: Europe       | Berlin International Gaming | 010.800 $              |
| 2020 | 1.      | cs_summit 6 Online: Europe                  | Berlin International Gaming | 02.000 $               |
| 2020 | 2.      | DreamHack Open Summer 2020: Europe          | Berlin International Gaming | 07.000 $               |
| 2020 | 3.      | Blast Premier: Fall 2020                    | Berlin International Gaming | 08.000 $               |
| 2020 | 3. – 4. | Intel Extreme Masters XV - Global Challenge | Berlin International Gaming | 010.000 $              |
| 2021 | 3. – 4. | DreamHack Open January 2021: Europe         | Berlin International Gaming | 01.200 $               |
| 2021 | 1. – 3. | Blast Premier: Spring Groups 2021           | Berlin International Gaming | 05.000 $               |
| 2021 | 1.      | Funspark Ulti 2020                          | Berlin International Gaming | 030.000 $              |
| 2021 | 2.      | DreamHack Open November 2021                | Berlin International Gaming | 04.000 $               |
| 2021 | 3. – 4. | V4 Future Sports Festival - Budapest 2021   | Berlin International Gaming | 04.000 €               |
| 2022 | 3.      | Funspark Ulti 2021                          | Berlin International Gaming | 03.000 $               |
| 2022 | 3. – 4. | Intel Extreme Masters XVII - Dallas         | Berlin International Gaming | 04.000 $               |
| 2022 | 3.      | Pinnacle Cup Championship                   | Berlin International Gaming | 07.000 $               |
| 2022 | 1.      | Roobet Cup                                  | Berlin International Gaming | 025.000 $              |
| 2023 | 1.      | Pinnacle Cup V                              | 00Nation                    | 030.000 $              |